# Free solo
Nejištěné sólolezení neboli free solo nebo free soloing je způsob horolezectví, při kterém lezec leze sám bez jakéhokoli lana, ochranných pomůcek nebo jiného lezeckého vybavení, s výjimkou lezeckých bot a křídy na ruce. Je to extrémní forma sólolezení, která zahrnuje značné riziko, protože pád může vést k vážnému zranění nebo smrti.

## Popis
Free solo lezení vyžaduje vysokou úroveň technické zdatnosti, mentální síly a odhodlání. Lezci, kteří praktikují free solo, se musí spoléhat výhradně na své vlastní schopnosti, aby se vyhnuli pádům. Tento styl lezení je často spojován s vysokými stupni obtížnosti a nebezpečnými situacemi.
Free solo se odlišuje od jiných forem lezení tím, že se lezec nespoléhá na žádné bezpečnostní vybavení, jako jsou lana, háky nebo jiné ochranné pomůcky. Pokud lezec při free solo spadne, často to vede k vážným zraněním nebo smrti, což z něj činí jednu z nejnebezpečnějších forem lezení.

## Známí lezci
Jedním z nejznámějších lezců, kteří se specializují na free solo, je Alex Honnold, který se stal mezinárodně známým po svém volném výstupu na El Capitan v kalifornském Yosemitském národním parku v roce 2017. Tento výkon byl zachycen v dokumentárním filmu Free Solo, který získal Oscar za nejlepší dokumentární film.
Dalšími známými lezci, kteří se věnovali free solo lezení, jsou John Bachar, Derek Hersey, Dan Osman a Michael Reardon.

## Kritika a bezpečnost
Free solo lezení je často kritizováno pro své extrémní riziko, protože chyby mohou mít fatální následky. Někteří lezci a odborníci na horolezectví považují free solo za neodpovědné, zejména kvůli tomu, že neúspěch nebo pád může mít smrtelné důsledky, nejen pro samotného lezce, ale i pro záchranářské týmy, které musí reagovat na nehody.

"Třeba lezení úplně bez lana mi přijde jako riziko, které už nejsem ochoten akceptovat, protože to není něco, co člověk může stoprocentně ovlivnit. Člověk může být silný, jak chce, ale neovlivní, jestli se nějaký chyt nebo stup vylomí."